# شهرستان برایان (جورجیا)
شهرستان برایان، جورجیا (به انگلیسی: Bryan County, Georgia) یک سکونتگاه مسکونی در ایالات متحده آمریکا است که در جورجیا واقع شده‌است.